# Rys (protipartyzánská operace)
Rys (rusky Рысь, německy Luchs) byl krycí název pro trestnou protipartyzánskou operaci kárných sil ve Vitebské oblasti v okolí města Sjanno ve dnech 7. září – 17. září 1942. Operace byla součástí většího operačního plánu a jejím předchůdcem byly operace Greif a Sova (německy Еulе).

## Výchozí podmínky a cíle operace
Operace s krycím názvem Rys byla jednou z mnoha protipartyzánských operací prováděných nacistickými jednotkami na okupovaných územích SSSR během druhé světové války. Tato operace probíhala v září 1942 v okupovaném Bělorusku a jejím cílem bylo omezit partyzánské hnutí, které představovalo významnou hrozbu pro německou okupační správu.
Bělorusko bylo během druhé světové války jedním z hlavních center partyzánského odporu proti nacistické okupaci. Partyzáni útočili na německé zásobovací linie, komunikaci a prováděli sabotáže, což významně narušovalo německé válečné úsilí. Operace byla součástí širšího nacistického plánu na potlačení tohoto odporu, který zahrnoval brutální metody včetně vypalování vesnic, masových poprav a deportací civilního obyvatelstva.
Území v okolí města Sjanno bylo obsazeno německou armádou hned zpočátku války 10. července 1941 a následně tato oblast spadala pod týlovou zónu skupiny armád Střed. Nacisté používali taktiku spálené země, při které ničili vesnice a infrastrukturu, aby partyzánům znemožnili získávat podporu od místního obyvatelstva. Během obdobných operací byly provedeny četné masakry civilistů, kteří byli podezříváni z podpory partyzánů. Do poloviny roku 1943 v regionu operovalo 113 partyzánských oddílů, které se skládaly z 13 partyzánských brigád. Partyzáni ovládali území o rozloze 1 500 kilometrů čtverečních.
Cílem operace bylo způsobit co největší ztráty partyzánským útvarům, zničit jejich zázemí, omezit jejich operační možnosti a ochrana železniční tratě včetně získání kontroly nad územím. Dalším cílem také bylo partyzány neustálými výpady znepokojovat a nedopřát jim klid. V oblasti bylo provedeno celkem 7 kárných operací, z nichž jedna byla označena krycím názvem Rys.

## Nasazené síly

### Německé okupační síly
Německé síly byly rozděleny do čtyř bojových skupin, které celkem zahrnovaly:
- 2 pěší prapory,
- 2 ochranné prapory,
- dělostřeleckou baterii,
- 7 rot policejních praporů,
- 4 jezdecké roty,
- četu obrněných automobilů.

Podle deníku Max von Schenckendorffa byli součástí také někteří francouzští dobrovolníci z 638. pěchotního pluku LVF (francouzsky Légion des Volontaires Français contre le Bolchévisme). Podle dalších zdrojů byly do operace zapojeny zvláštní bojové skupiny a kozácký prapor pod velením Kononova.
Velitelem operace byl velitel 201. ochranné divize (německy 201. Sicherungs-Division) generálmajor (později generálporučík) Alfred Jacobi.

### Sovětské síly
Hlavním protivníkem, vůči kterému byla namířena operace, byly následující sovětské partyzánské brigády:
- partyzánská brigáda Bouře (rusky Гроза), velitel Nikolaj Artěmovič Rešetnikov (rusky Николай Артемович Решетников), 673 osob,[7]
- partyzánská brigáda N. P. Gudkova, velitel Nikolaj Petrovič Gudkov (rusky Николай Петрович Гудков), 632 osob,[8]
- 1. partyzánská brigáda K. S. Zaslonova, velitel Konstantin Sergejevič Zaslonov (rusky Константин Сергеевич Заслонов, padl 14. listopadu 1942) s přezdívkou Strýček Kosťa, 2 476 osob,[9]
- Boguševská partyzánská brigáda, velitel Vasilij Ustinovič Bojko (rusky Василий Устинович Бойко), 125 osob,[10]
- partyzánská brigáda Čapajev, velitel Vladimír Vasilijevič Mělnikov (rusky Владимир Васильевич Мельников), 1 295 osob,[11]
- partyzánský oddíl Sibiřan (rusky Сибиряк), velitel N. V. Proňkin (rusky Н.В. Пронькин)[12].

## Průběh operace
Kárné jednotky postupovaly pěti sbíhajícími se směry z města Sjanno, vesnice Bočekovo (rusky Бочейково) a vesnice Ostrovno (rusky Островно) v Běšenkovičském rajónu. Kvůli nedostatku munice se partyzáni nezapojovali do otevřených bojů, ale ukrývali se v lesních oblastech kolem města Sjanno. Partyzánské skupiny Sibiřan a Čapajev po vyklouznutí z obklíčení překročily řeku Západní Dvina a přesunuly se do oblasti v okolí města Haradok.

## Výsledky operace
Podle německých údajů bylo zabito 388 partyzánů, 295 partyzánů bylo zajato a 9 přeběhlíků se vzdalo. Bylo zničeno 12 partyzánských základen. Byly ukořistěny 2 minomety, 11 kulometů, 140 kg výbušnin a 10 000 nábojů. Kárné jednotky nesplnily cíle operace, tj. zničení partyzánských brigád. Zabily však 400 místních obyvatel za podezření ze spolupráce s partyzány a 300 lidí odvlekly na nucené práce do Německa. Zabavily 1 415 kusů dobytka. V okolí města Sjanno byly vypáleny vesnice:
- Zemkoviči (rusky Земковичи), zabito 29 civilistů,[1][15]
- Lugi (rusky Луги), zabito 16 civilistů,[1][15]
- Borok (rusky Борок), zabito 9 civilistů,[1][15]
- Utrilovo (rusky Утрилово), zabito 12 lidí,[1]
- Šinkovo (rusky Шинково), zabito 14 lidí.[1]